# 1975 dans le catholicisme
Chronologie du catholicisme
- 1971
- 1972
- 1973
- 1974
- 1975
- 1976
- 1977
- 1978
- 1979

Cet article présente les faits marquants de l'année 1975 dans le catholicisme.

## Évènements
- 1975 est une Année sainte.
- 9 février : béatification de Marie-Eugénie de Jésus.
- 27 avril : béatification de César de Bus.
- 25 mai : canonisation de Vincente-Marie López y Vicuña et Jean-Baptiste de la Conception.
- 14 septembre : canonisation d'Elizabeth Ann Seton.
- 28 septembre : canonisation de Jean Macias.
- 1er octobre : publication de la constitution apostolique Romano pontifici eligendo sur la vacance du siège apostolique et l'élection du pape.
- 12 octobre : canonisation d'Olivier Plunket.
- 19 octobre : béatification d'Eugène de Mazenod.
- 26 octobre : canonisation de Justin de Jacobis.
- 8 décembre : publication de l'exhortation apostolique Evangelii nuntiandi sur l'évangélisation.

## Naissances
- 23 mars : Nicolas Lhernould, prélat et missionnaire français, archevêque de Tunis
- 22 avril : Steven Lopes, prélat américain, évêque de l'Ordinariat personnel Chaire-de-Saint-Pierre
- 28 juillet : Matthieu Dauchez, prêtre français, missionnaire et humanitaire aux Philippines
- 6 septembre : Laetitia Calmeyn, vierge consacrée et théologienne belge
- 19 octobre : Andrzej Komorowski, prêtre traditionaliste polonais, supérieur général de la Fraternité Saint-Pierre
- 1er novembre : Toussaint Ngoma Foumanet, prélat congolais, évêque de Dolisie

## Décès

### Janvier
- 11 janvier : Paul Pierre Méouchi, cardinal libanais, patriarche maronite d'Antioche (° 1er avril 1894)
- 16 janvier : Roger Tort, prélat français, évêque de Montauban (° 22 septembre 1918)
- 29 janvier : Martin Michael Johnson, prélat canadien, archevêque de Vancouver (° 18 mars 1899)

### Février
- 3 février : Henri Bernard-Maître, prêtre jésuite et missionnaire français en Chine (° 22 octobre 1889)
- 9 février : Julien Le Couëdic, prélat français, évêque de Troyes
- 15 février : Bienheureux Michel Sopoćko, prêtre polonais, fondateur des Sœurs de Jésus Miséricordieux (° 1er novembre 1888)
- 28 février : Albert-Félix de Lapparent, prêtre, paléontologue et géologue français (° 9 septembre 1905)

### Mars
- 5 mars : Henri Piérard, prélat assomptionniste et missionnaire belge, évêque de Beni (° 21 juin 1893)

### Avril
- 1er avril : Lorenz Jaeger, cardinal allemand, archevêque de Paderborn (° 23 septembre 1892)
- 15 avril : Charles Journet, cardinal et théologien suisse, précédemment archevêque titulaire de Furnos Minor (de) (° 26 janvier 1891)
- 28 avril : Ignazio Ceffalia (en), prélat italien, diplomate du Saint-Siège et archevêque titulaire de Fiorentino (de)
- 30 avril : 
  - Oscar Sevrin, prélat jésuite et missionnaire belge, évêque de Raigarh-Ambikapur (° 22 novembre 1884)
  - Paul Tep Im Sotha, prêtre cambodgien, préfet apostolique de Battambang, victime des khmers rouges (° 6 janvier 1934)

### Mai
- 4 mai : Anselme Dimier, moine trappiste et historien français spécialiste des cisterciens (° 20 février 1898)
- 6 mai : József Mindszenty, cardinal et vénérable hongrois, archevêque d'Esztergom, opposant aux dictatures (° 29 mars 1892)
- 27 mai : Jean Olphe-Galliard, moine bénédictin français, abbé de l'abbaye de la Source (° 31 juillet 1893)

### Juin
- 15 juin : Arturo Tabera Araoz, cardinal espagnol de la Curie (° 29 octobre 1903)
- 19 juin : Jacques Guilhem, prélat français, évêque de Laval (° 7 décembre 1897)
- 24 juin : 
  - Frédéric Duc, prélat français, évêque de Maurienne (° 4 septembre 1883)
  - Luigi Raimondi, cardinal italien de la Curie, précédemment diplomate du Saint-Siège et archevêque titulaire de Tarse (° 25 octobre 1912)

### Juillet
- 1er juillet : Antoine-Marie Cazaux, prélat français, évêque de Luçon (° 13 juin 1897)
- 16 juillet : Bienheureuse Guadalupe Ortiz de Landázuri, scientifique espagnole, membre laïque de l'Opus Dei (° 12 décembre 1916)

### Août
- 3 août : Thomas Mouléro Djogbenou, premier prêtre béninois (° 1888)
- 15 août : Robert Ploton, prêtre français, résistant déporté et sauveteur de juifs (° 6 novembre 1901)

### Septembre
- 18 septembre : Luis Concha Córdoba, cardinal colombien, archevêque de Bogotá (° 7 novembre 1891)
- 27 septembre : Maurice Feltin, cardinal français, archevêque de Paris (° 15 mai 1883)

### Octobre
- 5 octobre : Albert-Marie Guiot, prélat français, évêque de Port-de-Paix (° 7 septembre 1896)

### Novembre
- 1er novembre : Jérôme Louis Rakotomalala, premier cardinal malgache, archevêque de Tananarive (° 15 juillet 1914)
- 7 novembre : John Heenan, cardinal britannique, archevêque de Westminster (° 26 janvier 1905)

### Décembre
- 8 décembre : Plínio Salgado, homme politique, journaliste, écrivain et théologien brésilien (° 22 janvier 1895)
- 20 décembre : André Jacquemin, prélat français, évêque de Bayeux et Lisieux (° 24 janvier 1902)